# 파나마판

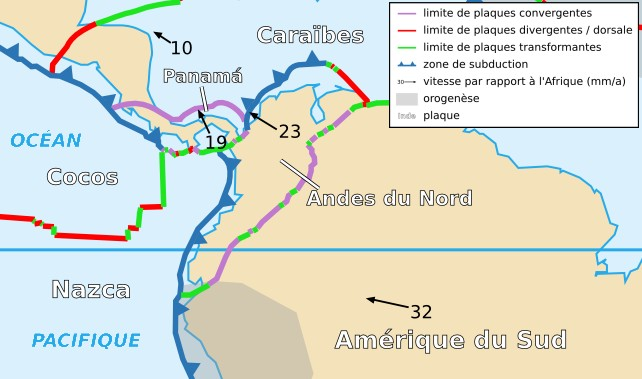
파나마 판("Panama", 프랑스어)

파나마 판은 파나마와 코스타리카가 속한 작은 판이다. 서쪽은 코코스 판, 남쪽은 나스카 판, 북쪽은 카리브 판과 접한다. 서쪽의 섭입대를 포함해서 판의 경계 대부분은 수렴 경계이다.

## 참고
- Bird, P. (2003). “An updated digital model of plate boundaries”. 《Geochemistry, Geophysics, Geosystems》 4 (3): 1027. doi:10.1029/2001GC000252.